# 罗尔斯·罗伊斯遄达XWB

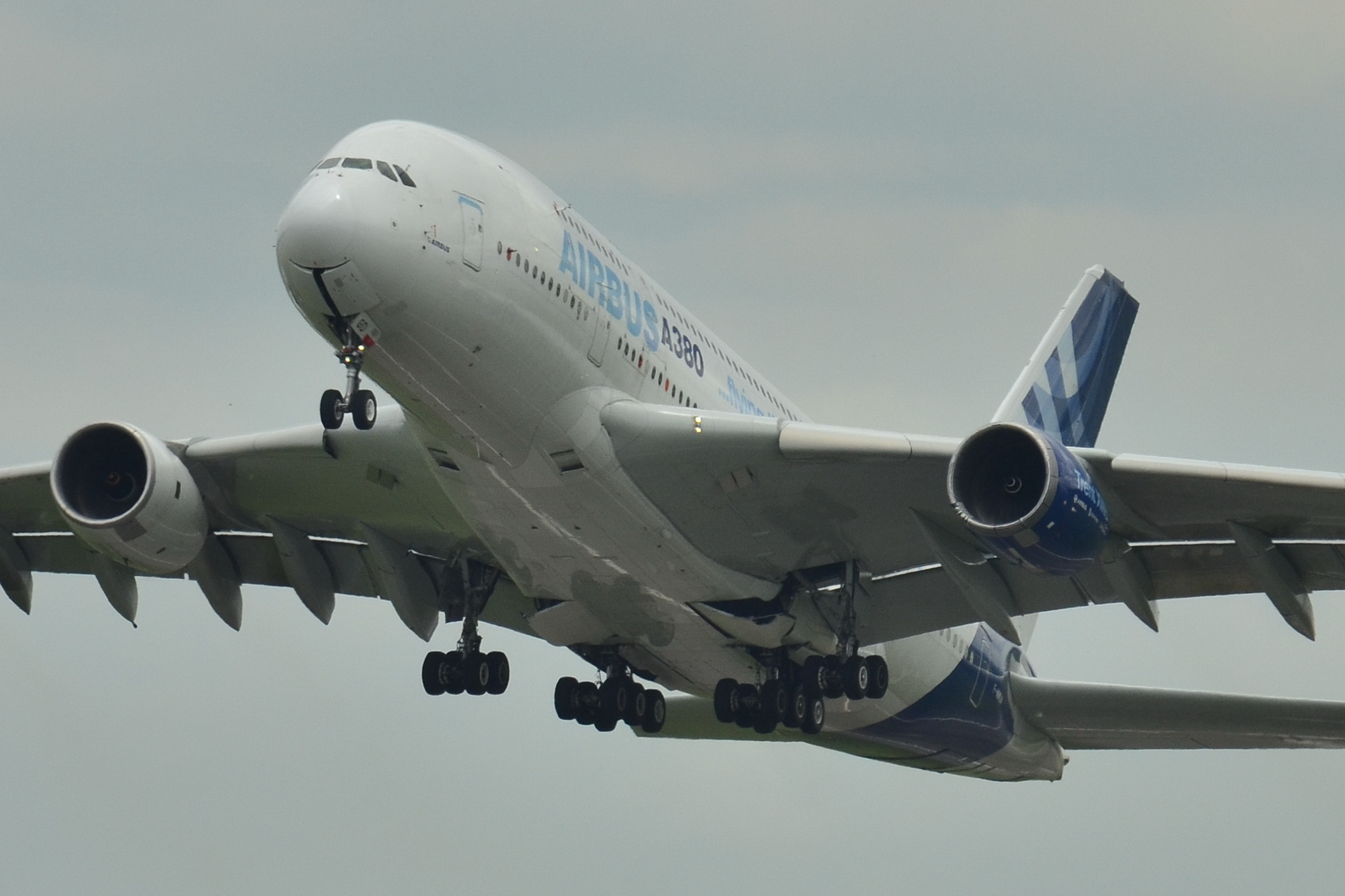
藍色的「遄達XWB」安裝在A380试验平台上進行測試

遄達XWB（Trent XWB）是勞斯萊斯遄達系列（Rolls-Royce Trent）涡轮风扇发动机中的一款，由勞斯萊斯遄達1000發展而来，专用于空中巴士A350XWB，也是該機型唯一的發動機選項。

## 设计与发展
2004年，空中巴士面临来自客户的压力，要求研发可与波音787竞争的机型，于是2005年10月A350計畫正式启动。勞斯萊斯公司最初提供的是静推力为75,000lbf（330KN）的遄達1000改进型，并命名为遄達1700。与勞斯萊斯遄達1000不同，遄達1700是传统放气式发动机。
但在研究了A350后，勞斯萊斯公司决定为该型号所有版本的飞机提供全新的发动机改进版，即遄達XWB。其最初宣布的静推力范围为 75,000 - 95,000lbf（330 - 420KN），2007年9月空中巴士将其需求改为 75,000 - 93,000lbf（330 - 410KN）。但随后，用于最大版本A350的发动机的静推力又被调整为 97,000lbf，以满足与波音777-300ER的竞争需求。 
2007年6月18日，勞斯萊斯公司宣布与卡塔尔航空签订有史以来最大的一笔发动机订单，目录价格达56亿美元，用于为 80 架 A350XWB 提供动力。11月11日，勞斯萊斯公司与阿联酋航空在迪拜航空展上宣布了另一笔大订单，为 50 架 A350-900 和 20 架 A350-1000 提供发动机，并保留 50 架购买选择权。至 2014 年，阿聯酋航空的潜在订单目录价格已升至84亿美元。不过，2014年6月11日，空中巴士宣布阿聯酋航空决定取消订购70架A350XWB。
2010年6月14日，首台发动机在试验台上进行了测试。2012年2月18日，空中巴士宣布遄達XWB搭载在空中巴士A380上进行了首次测试飞行。2013年6月14日，首次搭载遄達XWB发动机的A350进行了飞行测试。

## 衍生型号
- Trent XWB-75：推力74,200 lbf（330 kN） ，安装在A350-941（日本航空217吨國內線版本及部分新加坡航空250吨區域線訂製版）上。
- Trent XWB-84：推力84,000 lbf（370 kN） ，安装在A350-941（標準型）、A350-941ULR上。
- Trent XWB-97：推力97,000 lbf（430 kN） ，安装在A350-1041、A350-1041ULR、A350F上。

## 参数
- 三轴涡轮风扇
- 高涵道比：9.6:1
- 起飞推力：74,200 - 97,000lbf（330 - 430KN）[13]
- 风扇直径：3.0m（118in）